# Кузнецовы
Кузнецовы — династия купцов и фабрикантов Российской империи, в XIX—XX столетиях были владельцами фарфоровых и фаянсовых фабрик. В основном были старообрядцами.
Бывшие предприятия Кузнецовых (уже национализированные) существовали как во времена СССР, так и позже, в странах, появившихся после его распада. Среди их крупнейших заводов — Будянский фаянсовый и Славянский фарфоровый, располагавшиеся на Украине.

## История династии
Основателем рода будущих «фарфоровых королей» был Яков Васильевич Кузнецов (1761―1816/23), который происходил из крепостной семьи старообрядцев-поповцев.
В 1810 году он выкупил самого себя у помещика и начал собственное дело, открыв небольшой завод по производству фарфоровых изделий. Яков Васильевич привлёк к предприятию двух своих сыновей: Терентия и Анисима.
В 1832 году Терентий Яковлевич Кузнецов открывает завод в деревне Дулёво Владимирской губернии, в будущем ― Дулёвский фарфоровый завод.
В 1840—1850 годах Терентий Яковлевич приобрёл завод в селе Коротково, который ранее принадлежал купцу Сафронову. Примерно в это же время Сидор Кузнецов строит вблизи Риги, Лифляндская губерния, новый завод. В 1853 году произошёл раздел имущества между наследниками Терентия и Анисима Яковлевича: сыновья Терентия Яковлевича (Сидор и Емельян) взяли себе заводы в Дулёво и Риге. Дела у сыновей Анисима Яковлевича (Николая и Адриана) развивались не так успешно, как у Терентьевичей (особенно в сравнении с Сидором, который сумел значительно приумножить доставшуюся ему часть состояния своих отца и деда).
В 1846 году в семье Сидора Терентьевича родился сын Матвей. Матвей Сидорович был единственным сыном в семье. После смерти отца в 1864 году он стал управлять отцовскими делами, но по-прежнему пребывал под опекой трёх зятьёв (мужей его двух старших сестёр и одной младшей сестры) — М. В. Анисимова, А. Я. Щепетильникова и С. В. Балашова — вплоть до своего совершеннолетия. С 1867 года, когда ему исполнился 21 год, Матвей Сидорович стал полновластным владельцем отцовского наследства.
В 1867 году Матвей Сидорович основал фаянсовую фабрику в селе Байрак Харьковской губернии.
В 1870 году Н. С. Кузнецов приобрёл фарфоровый завод Ауэрбаха (позже ― Тверская фабрика или Конаковский фаянсовый завод).
В 1886 году фаянсовая фабрика в селе Байрак (Харьковская губерния) была перенесена в село Буды. В 1887 году начала работу «Ново-Харьковская фабрика М. С. Кузнецова в селе Буды» (позже ― Будянский фаянсовый завод). Она стала четвёртой фабрикой в составе фарфоровой империи Кузнецовых.
В 1891 году Н. С. Кузнецов приобрёл фарфоровый завод Ф. Я. Гарднера в Вербилках, основанный ещё в 1766 году (современный «Фарфор Вербилок»). Это предприятие имело долгую историю и устоявшийся круг своих постоянных клиентов, поэтому Матвей Сидорович сохранил его торговую марку.
В 1889 году было основано «Товарищество производства фарфоровых и фаянсовых изделий М. С. Кузнецова».
С 1902 года М. С. Кузнецов — «Поставщик Двора Его Императорского Величества».
После Октябрьского переворота 1917 года почти все предприятия Кузнецовых, кроме фабрики в Риге (которая стала столицей новой Латвийской республики), были национализированы. Большинство членов семьи к 1921 году поселились в Латвии. В этот период было создано латвийское «Общество М. С. Кузнецова». Представители семьи, которые остались в советской России, были репрессированы и попадали в лагеря. Николая Николаевича осудили на 15 лет. Георгий Матвеевич и его племянник Николай Александрович в 1920-х годах были осуждены за «шпионаж в пользу Латвии» и отправлены в ссылку в Тобольск. К Николаю Александровичу приехала его жена Софья Александровна. В 1925 году ему вместе с семьёй было разрешено выехать в Латвию.
В 1940 году, после присоединения Латвии к СССР, на семью посыпались новые неприятности. Предприятие в Риге было национализировано, а сами члены семьи привлекли внимание советских органов госбезопасности. Георгий Матвеевич и Николай Александрович были высланы в лагерь в Соликамске. Жена Георгия Матвеевича, Мария Ивановна, 13 лет прожила в спецпоселении в Томской области, где и умерла в 1954 году. Детей у четы не было. В 1943 году Николаю Александровичу разрешили переехать в Нарым, где он позднее воссоединился с Софьей Александровной и детьми Мариной и Кириллом. Только в начале 1980-х годов Софье Александровне с дочкой Мариной Александровной и внуком Вадимом разрешили вернуться в Ригу. Её сын Кирилл Александрович остался жить в Москве.
Во время Второй мировой войны большинство Кузнецовых выехали из Латвии на Запад[прояснить].

## Представители фамилии
- Яков Васильевич (1761—1816/23) — основатель династии, пионер в области фарфоровой индустрии. Основатель первого завода и будущей «фарфоровой империи Кузнецовых». Имел двух сыновей: Терентия и Анисима.
  - Терентий Яковлевич (1781—1848)
    - Сидор Терентьевич (1806—1864)
      - Матвей Сидорович (1846—1911)
        - Клавдия Матвеевна (1867—1936)
        - Николай Матвеевич (1868—1938)
          - Николай Николаевич — в 1920 году был осужден ВЧК на 15 лет лишения свободы

        - Сергей Матвеевич (1869—1945)
        - Александр Матвеевич (1870—1937)
          - Николай Александрович (умер 1 декабря 1943) — в 1920-х годах был репрессирован. Выслан в Тобольск как «латвийский шпион». В 1925 году выехал с женой в Ригу. Позднее был снова сослан. Женат на Софье Александровне. Дети:
            - Марина Александровна
            - Кирилл Александрович
            - Наталья Тримайлова — дочь Софьи Александровны от первого брака.

        - Константин Матвеевич (1873—1874)
        - Георгий Матвеевич (1875—1941) — репрессирован. Своих детей не было.
        - Иван Матвеевич (1874—1898)
        - Павел Матвеевич (1877—1902)
        - Михаил Матвеевич (1880—1938)
        - Анна Матвеевна (1882—1964)

    - Емельян Терентьевич

  - Анисим Яковлевич (1786—1850)
    - Николай Анисимович
    - Адриан Анисимович